# Minnie Soo
Minnie Soo Wai Yam (13 de abril de 1998) é uma mesa-tenista hongconquesa, medalhista olímpica.

## Carreira
Soo conquistou a medalha de bronze nos Jogos Olímpicos de Verão de 2020 em Tóquio na disputa por equipes, ao lado de Doo Hoi Kem e Lee Ho Ching, após derrotarem as alemãs Han Ying, Shan Xiaona e Petrissa Solja por 3–1.